# Cucuí (Amazonas)
Cucuí é um distrito brasileiro localizado no estado do Amazonas, sob jurisdição do município de São Gabriel da Cachoeira.
 O distrito está localizado a oeste do amazonense Rio Negro, perto da tríplice fronteira entre Brasil, Venezuela e Colômbia.